# Pseudobracca rotundimacula
Pseudobracca rotundimacula är en fjärilsart som beskrevs av W. Warren 1897. Pseudobracca rotundimacula ingår i släktet Pseudobracca och familjen mätare. Inga underarter finns listade i Catalogue of Life.